# 北川智子 (歴史学者)
北川 智子（きたがわ ともこ、1980年 - ）は、日本の歴史学者。2009年より3年間アメリカ合衆国のハーバード大学にてカレッジ・フェローとして日本史を教え、ハーバード大学での自経験を綴った著書『ハーバード白熱日本史教室』が話題となった。2022年4月より、宇宙航空研究開発機構の宇宙教育センター長となっている。

## 経歴
1980年福岡県大牟田市生まれ。福岡県立明善高等学校理数科を経て、カナダのブリティッシュコロンビア大学にて幾何代数及び生命科学を専攻し卒業。同学の大学院でアジア研究の修士課程を修了。プリンストン大学で博士課程を修了後、2009年よりハーバード大学東アジア学部で日本史を教える。3年連続でティーチングアワード受賞。
2012年から2015年までイギリス・ケンブリッジ大学にあるニーダム研究所に客員研究員として所属。2015年から約半年間、ドイツのボンにあるマックス・プランク数学研究所の客員研究員。2016年2月よりカリフォルニア大学・バークレー校の客員研究員。ハーバード大学を退職後は継続的に教壇に立つことはなく、不定期で講演活動をしたり大学内のセミナーで研究発表を行っている。2022年4月、宇宙航空研究開発機構の宇宙教育センター長に着任した。

## 著書
- 『ハーバード白熱日本史教室』新潮新書、2012年　ISBN 978-4106104695
- 『世界基準で夢をかなえる私の勉強法 A Song of July』幻冬舎、2013年　ISBN 978-4344023345
- 『異国のヴィジョン　世界のなかの日本史へ』新潮社、2013年　ISBN 978-4103343417
- 『ケンブリッジ数学史探偵』新潮新書、2015年　ISBN 978-4106106309

## テレビ
- セブンルール（2017年4月25日、関西テレビ制作・フジテレビ系列）
- 東京レガシー TOKYO LEGACY（2020年、ヒストリーチャンネル）